# Пролетарська сільська рада (Червоногвардійський район)
Пролета́рська сільська рада (рос. Пролетарский сельский совет) — сільське поселення у складі Червоногвардійського району Оренбурзької області Росії.
Адміністративний центр — селище Пролетарка.

## Історія
2005 року ліквідовано присілок Васильковка.

## Населення
Населення — 1212 осіб (2019; 1486 в 2010, 1573 у 2002).

## Склад
До складу сільської ради входять:
| Населений пункт     | Населення, осіб (2002) | Населення, осіб (2010) |
| ------------------- | ---------------------- | ---------------------- |
| Бахтіярово, село    | 324                    | 315                    |
| Васильковка, селище | 5                      | -                      |
| Ішалка, селище      | 417                    | 410                    |
| Кар'япово, присілок | 199                    | 179                    |
| Пролетарка, селище  | 420                    | 388                    |
| Яїково, присілок    | 208                    | 194                    |